# Mercatormuseum
Het Mercatormuseum is een museum in de Oost-Vlaamse stad Sint-Niklaas. Het is een van de drie museacollecties die onder de noemer Stedelijke Musea vallen en dus beheerd worden door de stad zelf. De andere twee zijn het SteM Zwijgershoek en Curiosum. Het museum ligt aan het Mercatorpark.

## Geschiedenis
De Mercatorcollectie wordt vanaf de 19e eeuw verzameld door de Koninklijke Oudheidkundige Kring van het Land van Waas. Vanaf 1911 werd deze tentoon gesteld in het door de stad gekochte Huis Janssens. In 1962 krijgt de collectie een eigen plaats in de Mercatorzaal, een ruimte achter het Huis Janssens. In 1994, vierhonderd jaar na Mercators dood, werd het museum gerenoveerd. Het heropende op 26 maart 1994, met een nieuwe afdeling moderne cartografie (in samenwerking met het Nationaal Geografisch Instituut).
Van 2012 tot 2015 werd de permanente tentoonstelling van het museum vernieuwd.
Het Mercatormuseum is gesloten vanaf 3 april 2023 tot juni 2025. De collectie wordt verplaatst naar SteM Zwijgershoek. Het gebouw zelf krijgt vanaf 2026 een nieuwe invulling met moderne werken.

## Opzet en collectie
In het museum wordt de volledige geschiedenis van de cartografie uit de doeken gedaan. De centrale figuur is de Vlaamse cartograaf Gerardus Mercator, een instrumentenmaker en graveur, die al tijdens zijn leven als de Ptolemaeus van zijn tijd werd beschouwd. Men leert er alles over de oriëntatietechnieken, tot en met de moderne methodes die worden toegepast door het Nationaal Geografisch Instituut.
Een deel van het museum is gewijd aan originele 16de-eeuwse globes en atlassen, afkomstig uit de rijke Mercator-collectie van de Koninklijke Oudheidkundige Kring van het Land van Waas. De topstukken van het museum zijn twee authentieke globes van Gerardus Mercator (erkend als Vlaams Topstuk). De eerste globe of bol stelt de aarde voor (zie foto); op de andere globe stelde Mercator de hemel en ruimte voor. Het zijn de enige globes van Mercator in België. Unieke stukken die de beroemde cartograaf vervaardigde voor een medewerker van keizer Karel V.
In 2021 werd de Atlas Maior van Johannes Blaeu (aangekocht in 2018 door The Phoebus Foundation) er tentoongesteld  tijdens de expositie De mooiste atlas van de wereld - De Atlas Maior van Blaeu .

## Galerij

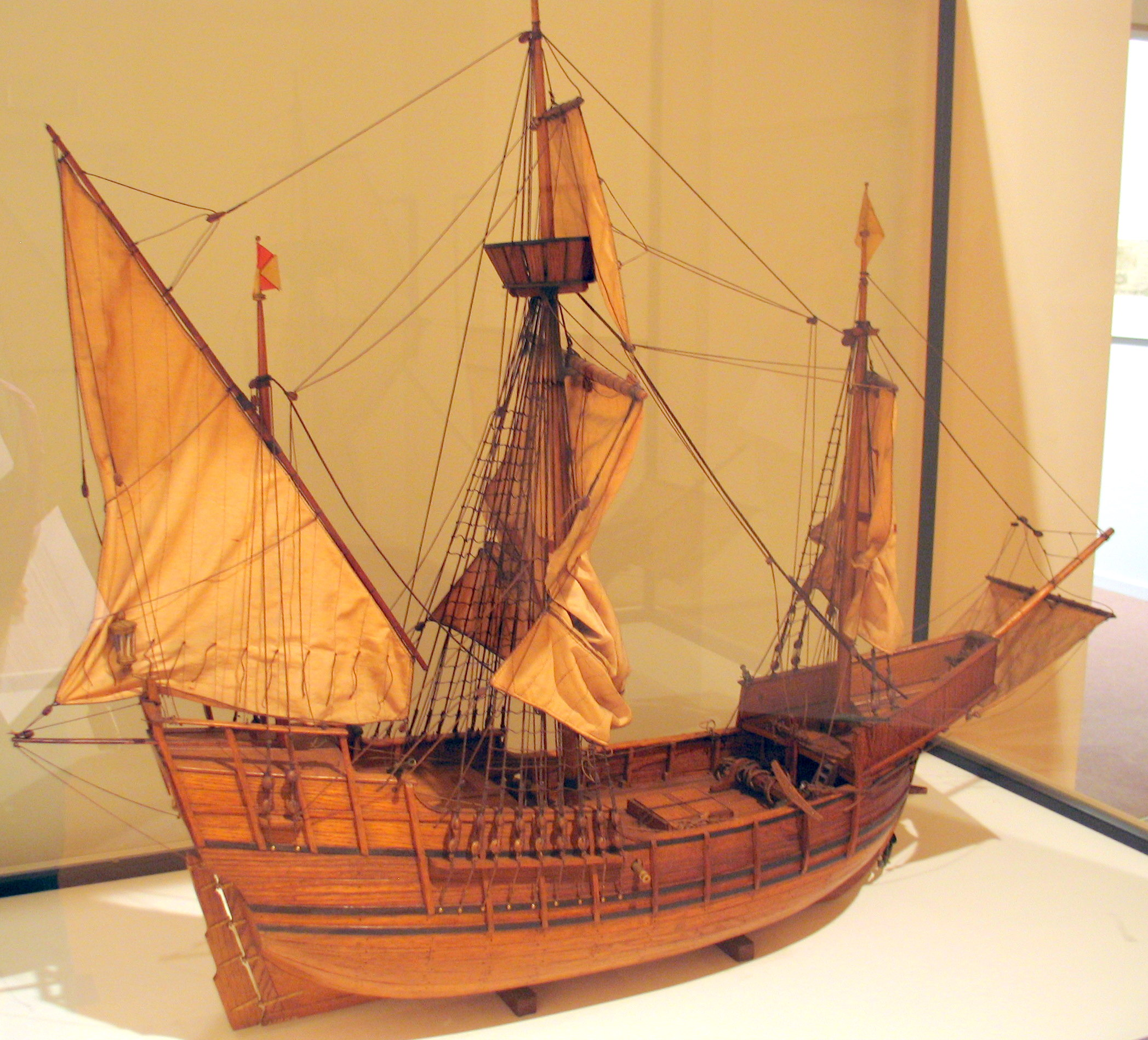
Maquette van de Santa María
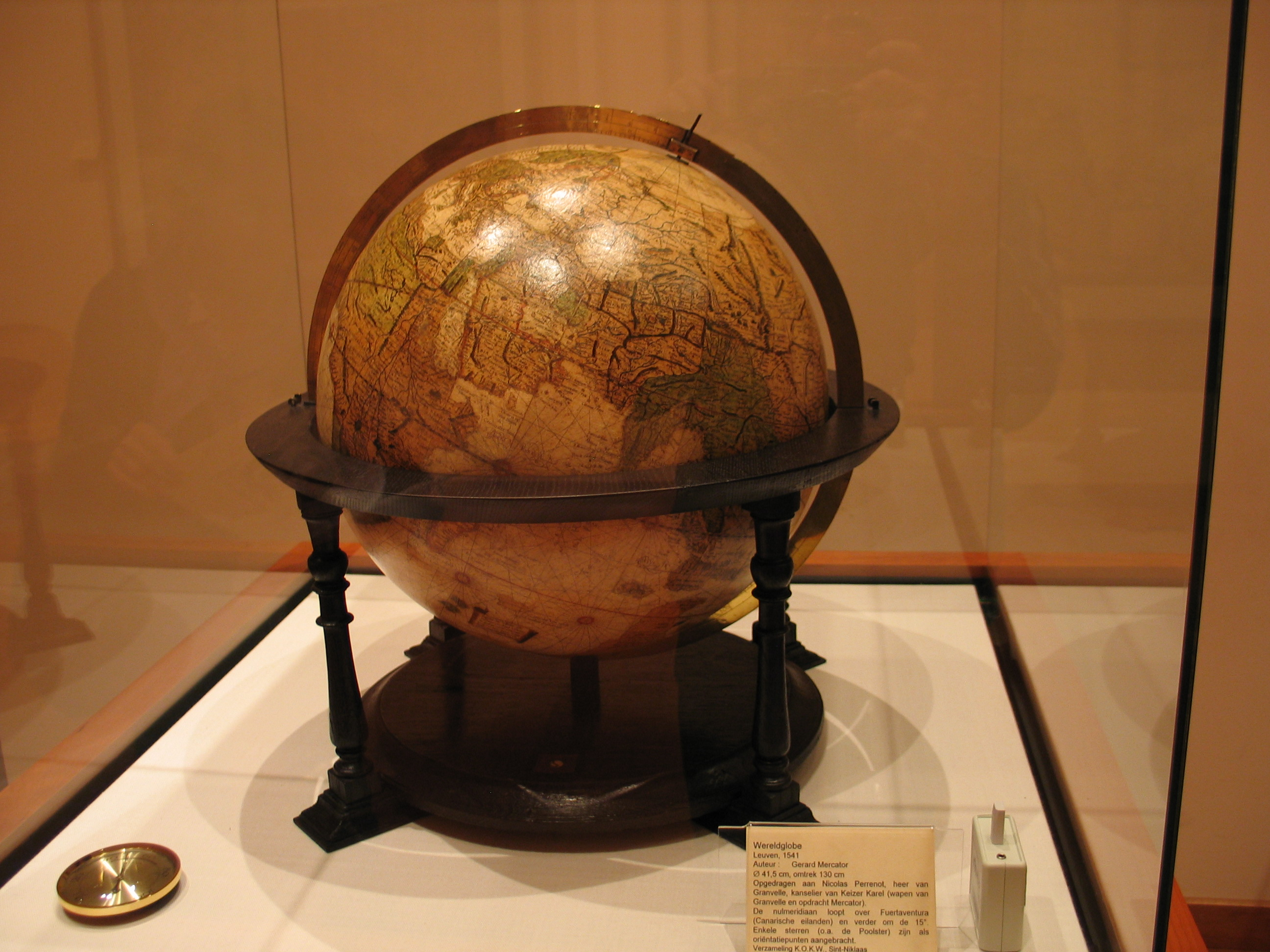
Globe, in 1541 vervaardigd door Mercator, opgedragen aan Granvelle
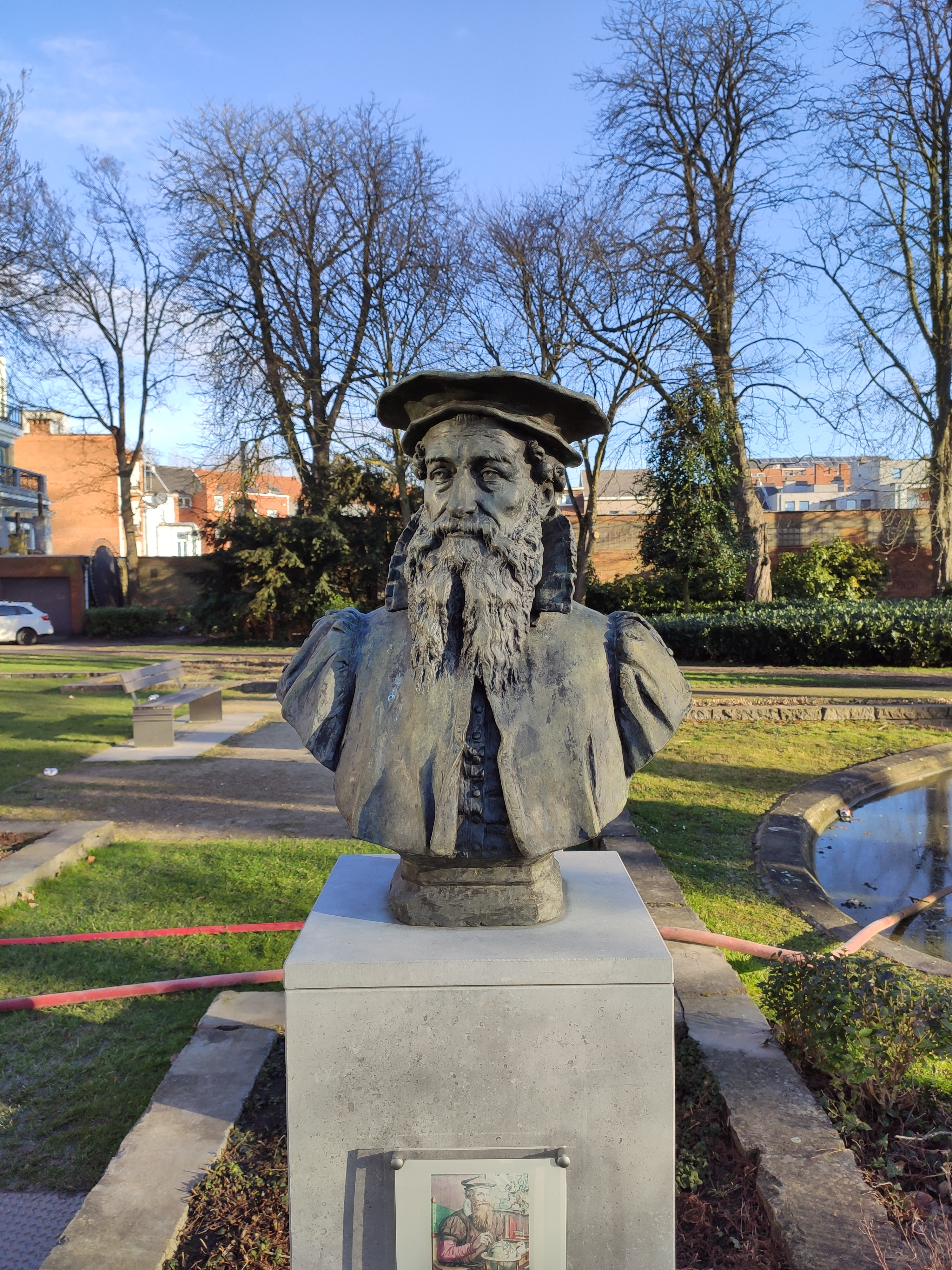
De buste van Mercator voor het museum
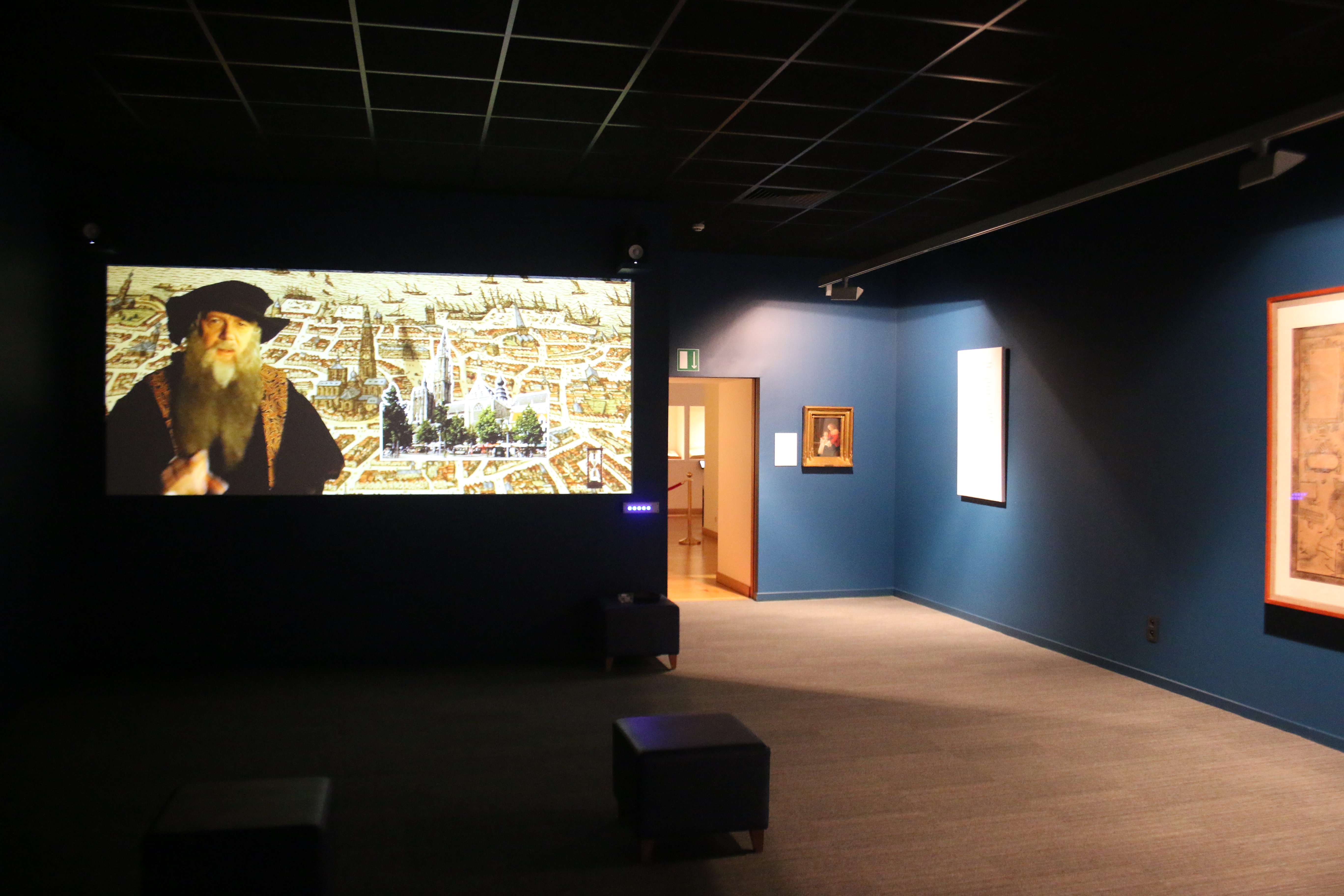
De permanente tentoonstelling